# Peter Schumacher (Politiker)
Peter Schumacher (* 1. Mai 1885 in Mayen; † nach 1933) war ein deutscher Politiker (Zentrum). Er war von 1932 bis 1933 Abgeordneter des Preußischen Landtages.

## Leben
Schumacher besuchte die Präparandenanstalt, das Lehrerseminar und die Universität. Er legte die Erste und Zweite Lehrerprüfung ab, bestand die Mittelschullehrerprüfung und betätigte sich im Anschluss als Volksschullehrer. Um 1932 war er als Rektor an einer Volksschule in Wesseling tätig. Des Weiteren wirkte er als Redakteur für die katholische Zeitschrift Pädagogische Post und war Mitverfasser des Werks 1000 Fragen des preußischen Volksschullehrers im Amt und in der Vorbereitung auf das Amt. Er hatte am Ersten Weltkrieg teilgenommen, war Träger des Eisernen Kreuzes I. Klasse und Leutnant der Reserve.
Schumacher war Vorstandsmitglied der Zentrumspartei auf Orts- und Kreisebene sowie Ratsmitglied und Ortsvorsteher der Gemeinde Wesseling. Im April 1932 wurde er in den Preußischen Landtag gewählt, dem er bis 1933 angehörte. Er vertrat im Parlament den Wahlkreis 20 (Köln-Aachen).